# Волынский 6-й уланский полк
6-й уланский Волынский полк — кавалерийская часть Русской императорской армии.
Полковой праздник: 23 апреля
Старшинство: 29 апреля 1807 года

## Места дислокации
- 1817 — Ахтырка
- 1875—1903 — Ломжа[1]
- 1911—1914 — Цеханов

## История
29 апреля 1807 года полковником графом О’Рурком из  вольновербованных Волынской и Виленской губерний сформирован Конно-Волынский полк в составе 10 эскадронов. В ноябре того же года переименован в Волынский уланский полк.

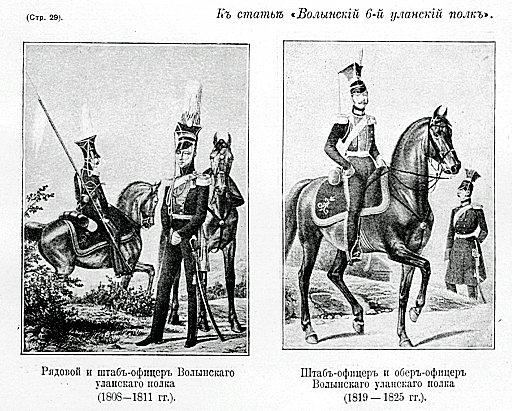
Рис. из статьи «Волынский уланский полк»
(«Военная энциклопедия Сытина»)

По сформировании принял участие в войне с Турцией. Во время Отечественной войны 1812 года отличился в преследовании французов от Березины, за что был награждён серебряными Георгиевскими трубами. Принимал участие в кампаниях 1813 и 1814 гг.
Участвовал в польской кампании 1831 г., где при первом столкновении с неприятелем был убит командир полка полковник Филимонов.
21 марта 1833 года к полку присоединён 3-й дивизион Нежинского конно-егерского полка.
29 сентября 1847 года наименован по шефу — уланским Е. И. В. В. К. Константина Николаевича полком.
Во время венгерской кампании отличился под Вайценом, где, захватив неприятельскую батарею, ворвался в город, но, потеряв до четверти состава под огнём из окон домов, был вынужден отступить. За эту кампанию полк получил второй комплект серебряных Георгиевских труб.
Участвовал в восточной кампании 1854—1855 гг. и в усмирении польского восстания 1863 года.
19 марта 1857 года полку присвоено наименование — Волынского, а 25 марта того же года — № 6.
18 августа 1882 года полк был переименован в 17-й драгунский Волынский Е. И. В. В. К. Константина Николаевича полк. 18 января 1892 года, в связи со смертью шефа, переименован в 17-й драгунский Волынский полк.
Во второй половине сентября 1895 года, по Высочайшему приказу, полк выделил 3-й эскадрон на формирование 50-го драгунского Иркутского полка (с 1907 г. - 16-й гусарский Иркутский полк) . На формирование нового полка убыли следующие офицеры-волынцы: ротмистр Кардашевский Николай Апполонович, штабс-ротмистр Бом Николай Федорович, корнеты - Суковкин Петр Сергеевич, Кломинский Николай Александрович, Кречунеско Константин Дмитриевич 
.
6 декабря 1907 года вновь переформирован в 6-й уланский Волынский полк.

## Шефыполка
- 28.04.1807—01.09.1814 — полковник (с 22.07.1810 генерал-майор, с 28.09.1813 генерал-лейтенант) граф О’Рурк, Иосиф Корнилович
- 29.09.1847—18.01.1892 — Великий Князь Константин Николаевич

## Командиры полка
- 03.05.1807 — 12.07.1811[6] — подполковник (с 12.12.1808 полковник) Циммерман, Михаил Фёдорович
- 12.10.1811 — 29.05.1812[7] — полковник граф О'Рурк, Патриций Корнилович
- 01.07.1812 — 10.08.1821 — подполковник (с 10.05.1814 полковник) Игельстром, Густав Евстафьевич
- 10.08.1821 — 14.09.1826 — полковник (с 22.08.1826 генерал-майор) Мейер, Карл Христианович
- 14.09.1826 — 29.04.1831[8] — полковник Филимонов, Николай Гаврилович
- 29.04.1831 — 25.12.1834 — полковник граф Цукато, Николай Егорович
- 30.04.1839 — 31.05.1841 — полковник (с 30.08.1839 генерал-майор) Врангель, Егор Петрович
- хх.хх.хххх — 19.02.1864 — полковник Чаликов, Борис Антонович
- 19.02.1864 — 28.03.1871 — полковник (с 23.06.1870 флигель-адъютант) Сержпутовский, Осип Адамович
- 07.04.1871 — 30.04.1877[9] — полковник Протопопов, Иван Алексеевич
- 30.04.1877 — 07.08.1883 — полковник Блок, Константин Александрович
- 07.08.1883 — 23.09.1886 — полковник Бобылев, Фёдор Нилович
- 04.10.1886 — 12.11.1889[10] — полковник Баструев, Николай Никитич
- 10.12.1889 — 28.06.1895 — полковник Клавер, Николай Карлович
- 20.07.1895 — 26.03.1901 — полковник Савенков, Фёдор Андреевич
- 27.03.1901 — 07.01.1904 — полковник барон Будберг, Николай Александрович[11]
- 26.01.1904 — 31.12.1906 — полковник Трамбицкий, Евгений Георгиевич
- 22.01.1907 — 21.05.1912 — полковник Чайковский, Николай Иванович[12]
- 28.06.1912 — 05.03.1915 — полковник (с 05.01.1915 генерал-майор) Каньшин, Пётр Павлович[13]
- 30.03.1915 — 19.07.1916 — полковник Петров, Павел Илларионович[14]
- 25.07.1916 — 26.08.1917 — полковник Кобиев, Захарий Семёнович
- 16.09.1917 — 14.03.1918 — полковник Щербаков, Николай Петрович

## Знаки отличия
- Простой штандарт с надписью «1807—1907» и Александровской юбилейной лентой
- 17 серебряных Георгиевских труб с надписью «В воздаяние отличных подвигов в минувшую кампанию 1812 г. и за усмирение Венгрии в 1849 г.».

## Иллюстрации и фотоснимки
- Уланы-волынцы в 1812 году
- Полковой знак, утвержден 21 декабря 1907 г.
- Фотоснимок. Офицер полка - Зенин Федор Владимирович (1885—1943). Северный фронт Русской Армии, 1916 г.

## Архивы
- РГВИА –  6-й уланский Волынский полк. Ф. 3579. 1837-1917 гг. 120 ед.хр.См. п.  7.3.1049. Архивировано 25 января 2013 года.